# 杉戸バイパス
杉戸バイパス（すぎとバイパス）は、 埼玉県北葛飾郡杉戸町を通る総延長 2.740キロメートル (km) の国道4号バイパス道路である。

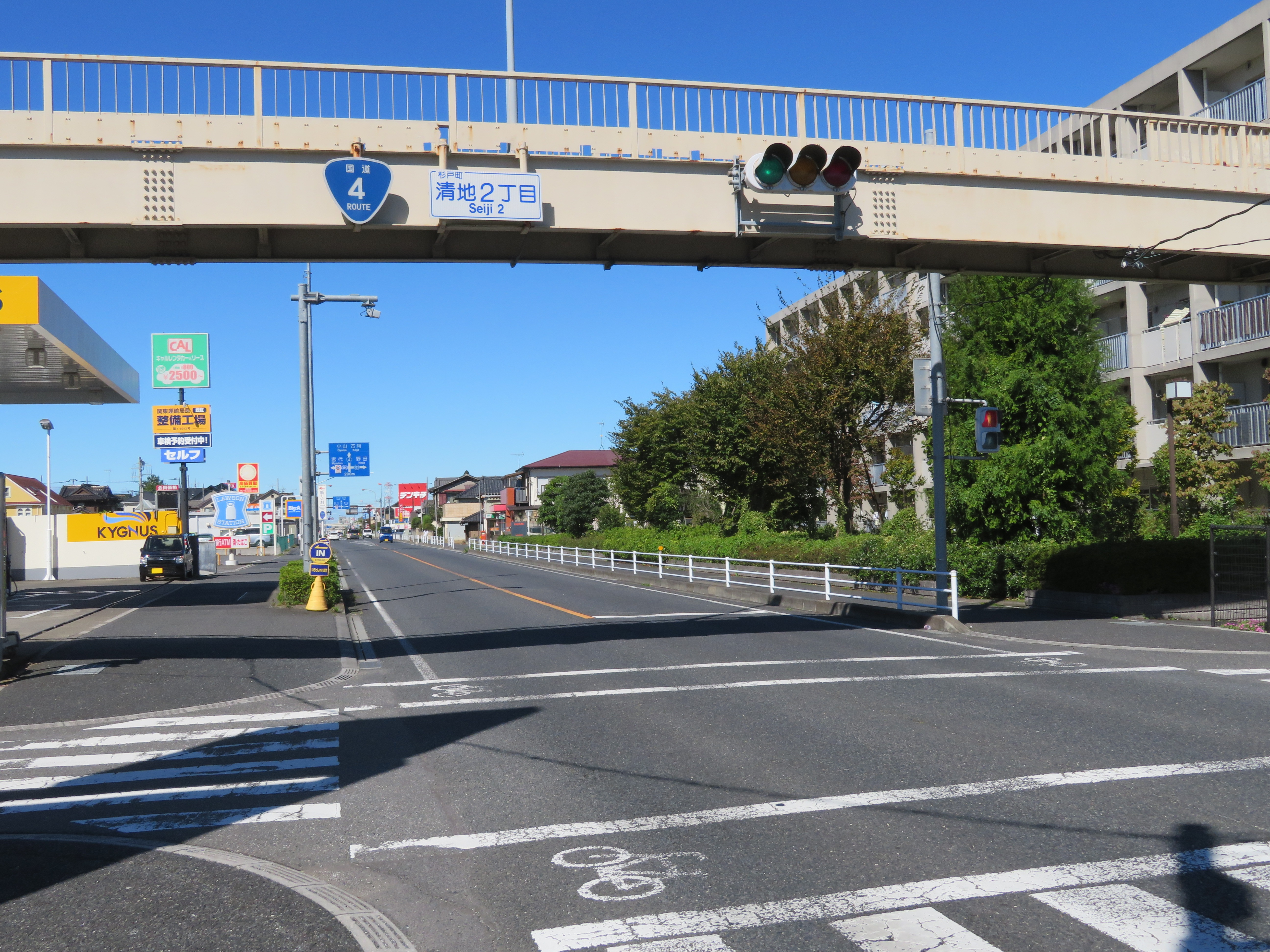
埼玉県杉戸町清地2丁目付近

現在はこのルートが国道4号の現道である。

## 概要

### 道路諸元
- 起点 : 埼玉県北葛飾郡杉戸町堤根 堤根交差点 =（埼玉県道373号堤根杉戸線起点）
- 終点 : 埼玉県北葛飾郡杉戸町杉戸
- 総延長 : 2.740 km
- 道路幅員：約12 m
- 車線数 : 2車線
- 車線幅員 : 約9 m
- 横断勾配 : 2.0 %

### 概説
旧杉戸宿の狭隘区間をバイパスする道路として開通した。国道4号バイパス道路の中で最も古い道路の１つである。現在は沿道の市街化が進みバイパス道路としての役割は新4号国道に譲り、生活道路としての役割が強くなっている。

## 歴史
- 1949年（昭和24年）：着工。
- 1950年（昭和25年）：完成。

## 交差する道路
| 交差する道路              | 交差する道路                      | 交差する場所 |
| ------------------------- | --------------------------------- | ------------ |
| 国道4号 上野・春日部 方面 |                                   |              |
| -                         | 埼玉県道373号堤根杉戸線           | 堤根         |
| 埼玉県道183号次木杉戸線   | 埼玉県道154号蓮田杉戸線           | 清地         |
| 埼玉県道26号境杉戸線      | 埼玉県道408号東武動物公園停車場線 | 境県道入口   |
| 国道4号 小山・古河 方面   |                                   |              |